# Jackson Structured Programming
Jackson Structured Programming, JSP, är en metod för att strukturera datorprogram, som utvecklades på 1970-talet av Michael A. Jackson. Metoden går i korthet ut på att ett programs struktur ska spegla strukturen hos de data som programmet hanterar. Ett annat namn är flödesdiagram, dock ej aktivitetsdiagram.
JSP-programmering har den fördelen att dokumenteringen av programmet redan är gjord, så man slipper göra det efteråt, vilket ofta glöms bort. Metoden innebär också att man inte behöver någon dator när man gör själva programstrukturen, den återskapas senare i något programmeringsspråk.